# 이인복 (법조인)
이인복(李仁馥, 1956년 8월 5일 ~, 충남 논산)은 대한민국의 법조인이다.
21회 사법시험(연수원 11기)을 거쳐 1984년 판사로 임명되었고, 대전고법 부장판사, 서울고법 부장판사, 춘천지법원장 등을 역임했다. 2010년 7월 22일에 이용훈 대법원장에 의해 김영란 대법관의 후임 대법관으로 제청된 뒤 국회 청문회를 거쳐 9월 3일 대법관으로 취임했다. 국회 청문회 과정에서 위장전입을 시인해 도덕성에 대한 논란이 있었다.

## 학력
- 대전고등학교
- 서울대학교 법학과

## 경력
- 1979년 : 제21회 사법시험 합격(사법연수원 11기 수료)
- 1984년 : 서울민사지방법원 판사
- 1986년 : 서울지방법원 동부지원 판사
- 1989년 : 제주지방법원 판사
- 1991년 : 서울고등법원 판사
- 1993년 : 헌법재판소
- 1995년 : 서울지방법원 판사
- 1996년 : 창원지방법원 진주지원 부장판사
- 1997년 : 창원지방법원 진주지원 지원장
- 1998년 : 사법연수원 교수
- 2001년 : 서울지방법원 부장판사
- 2003년 : 대전고등법원 부장판사
- 2005년 : 서울고등법원 부장판사
- 2010년 2월 ~ 2010년 8월 : 춘천지방법원 법원장
- 2010년 9월 ~ 2016년 9월 : 대법원 대법관
- 2013년 3월 ~ 2016년 9월 : 제18대 중앙선거관리위원회 위원장
- 2013년 10월 ~ 2015년 8월 : 세계선거기관협의회 의장
- 2016년 9월 ~ 2018년 : 사법연수원 석좌교수
- 2019년 5월 : 법무법인 한누리 고문 변호사
- 2020년 4월 ~ : 법무법인 화우 고문 변호사
- 2021년 5월 ~ : 롯데지주 롯데컴플라이언스위원회 위원장